# Siganus vermiculatus

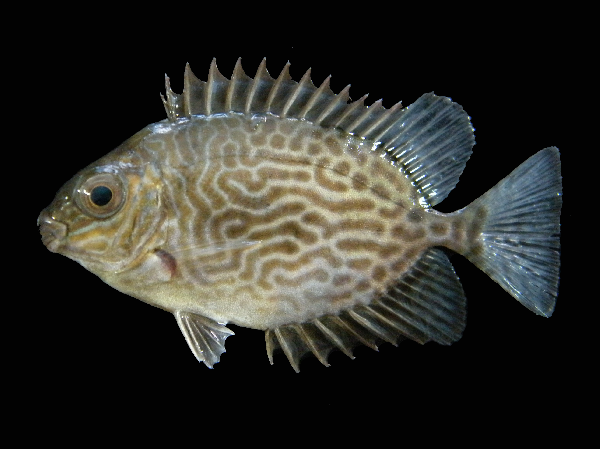
Siganus vermiculatus juvenil de 58,3 mm, Tailandia

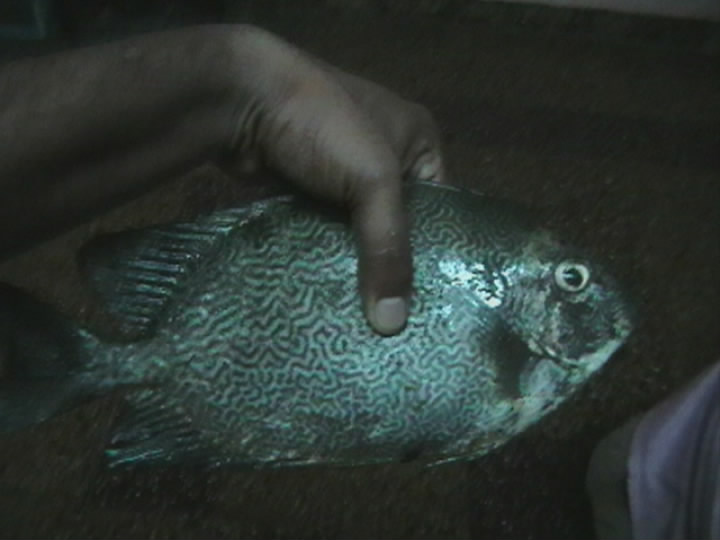
S. vermiculatus probablemente en un mercado de pescado

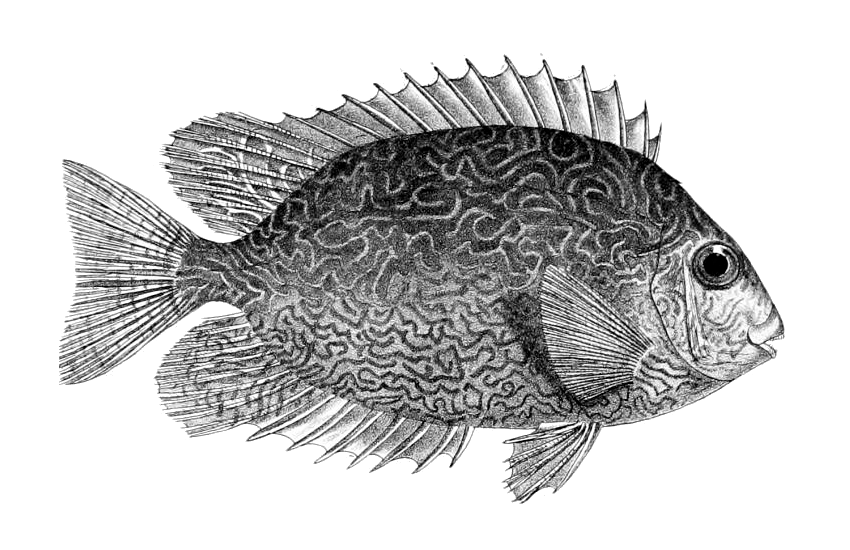
Dibujo de S. vermiculatus. Day, F. 1878

Siganus vermiculatus es una especie de peces marinos de la familia Siganidae, orden Perciformes, suborden Acanthuroidei. 
Su nombre común es sigano vermiculado. El término inglés spinefoot, o pie de espina, se utiliza también, aparte de rabbitfish, o pez conejo, para designar a los componentes del género Siganus. 

## Morfología
El cuerpo de los sigánidos es medianamente alto, muy comprimido lateralmente. Visto de perfil recuerda una elipse. La boca es terminal, muy pequeña, con mandíbulas no protráctiles. 
La coloración base de la cabeza, el cuerpo y las aletas, es azul grisáceo pálido. La cabeza tiene una mancha amarilla que le cubre la boca, la mayor parte del opérculo branquial, y hasta la base de las aletas pectorales. Tanto la cabeza, como el cuerpo, están decorados con un patrón de rayas similar a un laberinto. El pedúnculo y la aleta caudales están moteados.
Cuentan con 13 espinas y 10 radios blandos dorsales, precedidos por una espina corta saliente, a veces ligeramente sobresaliente, y otras totalmente oculta. La aleta anal cuenta con 7 fuertes espinas y 9 radios blandos. Las aletas pélvicas tienen 2 espinas, con 3 radios blandos entre ellas, característica única y distintiva de esta familia. Las espinas de las aletas tienen dos huecos laterales que contienen glándulas venenosas.
El tamaño máximo de longitud es de 45 cm, aunque el tamaño medio de adulto es de 30 cm.

## Reproducción
Son ovíparos y de fertilización externa. Los huevos son adhesivos. El desove se produce al oscurecer, en los meses calurosos, coincidiendo con el 7º u 8º día del ciclo lunar. Los adultos forman cardúmenes de varios cientos de individuos, que se separan del grupo en parejas para desovar. Tienen una alta tasa de fertilidad, alcanzando los 350 000 por temporada de desove.
Poseen un estado larval planctónico de 24 días de duración. Desarrollan un estado postlarval, característico del suborden Acanthuroidei, llamado acronurus, en el que los individuos son transparentes, y se mantienen en estado pelágico durante un periodo extendido antes de establecerse en el hábitat definitivo, y adoptar entonces la forma y color de adultos. Se han localizado acronurus de S. vermiculatus a 24 kilómetros de la costa.

## Alimentación
Son principalmente herbívoros Progresan de alimentarse de fitoplancton y zooplancton, como larvas, a alimentarse de macroalgas bénticas y pequeños invertebrados. La alimentación tiene lugar por el día y por la noche, basándose en pastorear algas y raíces de manglares.

## Hábitat y comportamiento
Habitan en aguas tropicales, asociados a arrecifes de coral costeros. Frecuentan preferentemente los estuarios. Son tolerantes con aguas turbias, y en un rango de salinidad enorme, entre 2-55 ppm, cuando lo normal en el mar es de 33-37 ppm. También toleran un rango de temperaturas poco usual, entre 19 y 38 °C. Los adultos también son vistos en aguas claras de fondos arenosos y arrecifes coralinos, expuestas a fuertes corrientes.
Los juveniles pequeños habitan en manglares, moviéndose a los arrecifes aprovechando las mareas, en grupos pequeños, que se protegen entre corales.
Su rango de profundidad es entre 0 y 20 metros, aunque lo normal es entre 1 y 15 metros.

## Distribución geográfica
Estos peces se encuentran en el océano Pacífico oeste y el este del Índico. Desde el sur de India hasta Fiyi, y las islas Ryukyu al norte.
Están presentes en Andamán, Australia, Filipinas, Fiyi, Guam, India, Indonesia, Japón, Malasia, islas Marshall, Micronesia, Nueva Caledonia, Palaos, Papúa Nueva Guinea, islas Ryukyu, islas Salomón, Singapur, Sri Lanka, Tailandia y Vanuatu.